# JackInABox
JackInABox è il terzo album discografico dei Turin Brakes; è stato pubblicato nel 2005.

## Tracce
1. They Can't Buy the Sunshine – 3:09
2. Red Moon – 4:16
3. Forever – 3:17
4. Asleep with the Fireflies – 5:01
5. Fishing for a Dream – 4:29
6. Road to Nowhere – 4:00
7. Over and Over – 3:09
8. Last Clown – 4:15
9. Above the Clouds – 3:47
10. Building Wraps Round Me – 3:44
11. JackInABox – 4:19
12. Come and Go – 5:25